# Championnat du Congo de football 1979
Navigation
Saison suivante
La saison 1979 du Championnat du Congo de football est la 17e édition de la première division congolaise, la MTN Ligue 1. Les treize équipes sont regroupées au sein d'une poule unique, où chaque équipe affronte tous les adversaires de sa poule deux fois, à domicile et à l'extérieur. En fin de saison, pour permettre le passage du championnat à douze clubs, les trois derniers du classement sont relégués et remplacés par les deux meilleures équipes de deuxième division.
C’est le tenant du titre, l’Étoile du Congo, qui remporte à nouveau la compétition, après avoir terminé en tête du classement final, avec quatre points d’avance sur le CARA Brazzaville et cinq sur les Diables noirs de Brazzaville. C’est le troisième titre de champion du Congo de l’histoire du club.

## Qualifications continentales
Le champion du Congo se qualifie pour la Coupe des clubs champions africains 1980 tandis que le vainqueur de la Coupe du Congo obtient son billet pour la Coupe des Coupes 1980. Si un club réussit le doublé Coupe-championnat, c’est le finaliste de la Coupe qui participe à la Coupe des Coupes.

## Les clubs participants
| - AC Léopards - Diables noirs de Brazzaville - Inter Club Brazzaville - Étoile du Congo - CARA Brazzaville - AS Cheminots Dolisie - Inter Club Pointe-Noire | - AS Cheminots Pointe-Noire - Patronage Sainte-Anne - Vita Club Mokanda - FC Abeilles - Telesport Brazzaville - Comirail Makabana |

## Compétition

### Classement
Le barème utilisé pour établir le classement est le suivant :
- Victoire : 2 points
- Match nul : 1 point
- Défaite, forfait ou abandon : 0 point

| Rang | Équipe                       | Pts | J  | G | N | P | Bp | Bc | Diff |
| ---- | ---------------------------- | --- | -- | - | - | - | -- | -- | ---- |
| 1    | Étoile du CongoT             | 39  | 24 |   |   |   |    |    |      |
| 2    | CARA Brazzaville             | 35  | 24 |   |   |   |    |    |      |
| 3    | Diables noirs de Brazzaville | 34  | 24 |   |   |   |    |    |      |
| 4    | Inter Club                   | 29  | 24 |   |   |   |    |    |      |
| 5    | Telesport Brazzaville        | 28  | 24 |   |   |   |    |    |      |
| 6    | Vita Club Mokanda            | 26  | 24 |   |   |   |    |    |      |
| 7    | AS Cheminots Pointe-Noire    | 24  | 24 |   |   |   |    |    |      |
| 8    | Patronage Sainte-Anne        | 21  | 24 |   |   |   |    |    |      |
| 9    | FC Abeilles                  | 20  | 24 |   |   |   |    |    |      |
| 10   | AC Léopards                  | 14  | 24 |   |   |   |    |    |      |
| 11   | Inter Club Pointe-Noire      | 12  | 24 |   |   |   |    |    |      |
| 12   | AS Cheminots Dolisie         | 9   | 24 |   |   |   |    |    |      |
| 13   | Comirail Makabana            | 7   | 24 |   |   |   |    |    |      |

|  | Qualifié pour la Coupe des clubs champions africains 1980 |
|  | Qualifié pour la Coupe des Coupes 1980                    |
|  | Relégation directe en deuxième division                   |
|  | T : Tenant du titre C : Vainqueur de la Coupe du Congo    |

## Bilan de la saison
| Championnat du Congo de football 1979    |                            |
| Champion                                 | Étoile du Congo (3e titre) |
| Coupes et trophées                       |                            |
| Vainqueur de la Coupe du Congo 1979      | Inconnu                    |
| Qualifications continentales             |                            |
| Coupe des clubs champions africains 1980 | Étoile du Congo            |
| Coupe des Coupes 1980                    | Aucun                      |
| Promotions et relégations                |                            |
| Promus en MTN Ligue 1                    | Kotoko Mfoa                |
| Promus en MTN Ligue 1                    | AS Mif                     |
| Relégués en MTN Ligue 2                  | Inter Club Pointe-Noire    |
| Relégués en MTN Ligue 2                  | AS Cheminots Dolisie       |
| Relégués en MTN Ligue 2                  | Comirail Makabana          |